# Newtonia fanovanae
A Newtonia fanovanae a madarak osztályának verébalakúak (Passeriformes) rendjébe és a vangagébicsfélék (Vangidae) családjába tartozó faj.

## Rendszerezése
A fajt Nils Carl Gustaf Fersen Gyldenstolpe svéd ornitológus írta le 1933-ban.

## Előfordulása
Madagaszkár keleti részén honos. Természetes élőhelyei a szubtrópusi vagy trópusi síkvidéki esőerdők. Állandó, nem vonuló faj.

## Megjelenése
Testhossza 12 centiméter. Vörös színű a farka.

## Természetvédelmi helyzete
Az elterjedési területe még nagy, de gyorsan csökken, egyedszáma 2500-9999 példány közötti és szintén csökken. A Természetvédelmi Világszövetség Vörös listáján sebezhető fajként szerepel.